# Fellow of the Royal Society
Fellow of the Royal Society är en utmärkelse som ges till framstående forskare och är ett ledamotskap i Royal Society. 
Ledamöterna, eller på engelska fellows, är 1240 till antalet, får rättigheten att placera bokstäverna FRS efter sitt namn. Ledamöterna väljs bland vetenskapsmän i Storbritannien, Irland eller länder i Brittiska samväldet. Framstående forskare från andra länder kan väljas till en av de 125 stolarna för utländska ledamöter (foreign members - ForMemRS).
Upp till 52 nya ledamöter väljs in varje år av sittande ledamöter genom en röstningsprocedur. Upp till 10 nya forskare från andra länder utses till utländska medlemmar varje år. Royal Societys stadgar fastslår att kandidater måste ha gjort "ett avsevärt bidrag till förbättringen av naturvetenskaplig kunskap, inräknat matematiken, tekniska vetenskapen och medicinska vetenskapen".

## Kända ledamöter
Bland de tidigaste ledamöterna kan nämnas Robert Boyle, John Evelyn, Robert Hooke, William Petty, John Wallis, John Wilkins, Thomas Willis och Sir Christopher Wren. Isaac Newton föredrog sin optiska teori för RS och var president i RS 1703-1727. Mottot "Nullius in Verba" betyder "Inte på någons ord" och åsyftar sällskapets ambition att fastställa vetenskapliga sanningar med hjälp av experiment och förkastande av auktoritetstro. Detta skall ses mot bakgrund av dittills rådande kunskapsfilosofi.
Andra kända ledamöter av RS har varit Charles Darwin och Ernest Rutherford, den senare även president (se nedan). Bland nutida ledamöter kan nämnas fysikern Stephen Hawking.

### Presidenten i Royal Society
Presidenten i Royal Society (PRS) väljs för en mandatperiod om fem år och rekryteras bland forskare i det brittiska samväldet. Sittande president är sedan 2010 Paul Nurse.

### Tidigare presidenter (i urval)
- Sir Christopher Wren (1680-1682)
- Samuel Pepys (1684-1686)
- Sir Isaac Newton (1703-1727)
- Joseph Banks (1778-1820)
- Lord Rosse (1848-1854)
- Joseph Dalton Hooker (1873-1878)
- Thomas Henry Huxley (1883-1885)
- George Gabriel Stokes (1885-1890)
- Lord Kelvin (1890-1895)
- Ernest Rutherford (1925-1930)

### Svenska ledamöter av Royal Society
N.B. I äldre tid tillämpades inte åtskillnaden mellan fellows och foreign members.
- Adam Afzelius (1750-1837), Fellow 19 april 1798.
- Hannes Alfvén (1908-1995), Foreign Member 24 april 1980.
- Johan Alströmer (1742-1786), Fellow 24 december 1778.
- Johan Oskar Backlund (1846-1916; sist verksam i Ryssland), Foreign Member 9 november 1911
- Anders Celsius (1701-1744), Fellow 29 januari 1736.
- Gerard Jakob De Geer (1858-1943), Foreign Member 26 juni 1930.
- Bengt Ferrner (1724-1802), Fellow 11 december 1760.
- Petrus Nicolaus Filenius (1704-1780), Fellow 26 januari 1738.
- Urban Hjärne (1641-1724), Fellow 18 november 1669.
- Samuel Klingenstierna (1698-1765), Fellow 23 april 1730.
- Johan Leijonbergh (1625-1691), Fellow 21 november 1667.
- Christoffer Leijoncrona (1662-1710), Fellow 1 december 1701.
- Carl von Linné (1707-1778), Fellow 3 maj 1753.
- Janne Rydberg (1854-1919), Foreign Member 26 juni 1919.
- Daniel Solander (1733-1782), Fellow 7 juni 1764.
- Georg Stiernhielm (1598-1672), Fellow 9 december 1669.
- Carl Peter Thunberg (1743-1828), Fellow 3 april 1788.
- Anders Jonas Ångström (1814-1874), Foreign Member 24 november 1870.

Svensken Jonas Dryander (1748-1810), en av stiftarna av Linnean Society i London, var från 1785 bibliotekarie vid RS.